# Juan Diego Patiño
Juan Diego Patiño Ochoa (Pereira, 1989) es un zootecnista y político colombiano, actual Gobernador del Departamento de Risaralda.

## Biografía
Nació en Pereira, hijo del Representante a la Cámara Diego Patiño Amariles y de Soledad Ochoa. Estudió Zootecnia en la Universidad de Santa Rosa de Cabal (UNISARC) y posee una especialización en Planeación y Gestión Estratégica de la Universidad Libre de Colombia seccional Pereira.
En las elecciones regionales de 2019 fue elegido miembro de la Asamblea Departamental de Risaralda por el Partido Liberal, con 18.166 votos, desempeñándose como Presidente de esta en el mandato 2020. Renunció a la Asamblea en mayo de 2023 para lanzar su candidatura a la Gobernación de Risaralda, siendo reemplazado en la corporación por el exalcalde de Apía Mario Rendón Ramírez.
Con el aval del Partido Liberal, en las elecciones regionales de 2023 resultó electo Gobernador de Risaralda, con 110.912 votos, equivalentes al 28,45% del total.